# Acmaeodera carlota
Acmaeodera carlota  (лат.) — вид жуков-златок рода Acmaeodera из подсемейства Polycestinae (Acmaeoderini). Распространён в Новом Свете. Кормовым растением имаго являются Eriogonum fasciculatum, Melampodium leucanthum, Sphaeralcea sp. (Westcott, et al. 1979:172), а у личинок — Quercus dumosa (Westcott, et al. 1979:172).
Вид был впервые описан в 1932 году биологом Генри Клинтоном Фоллом (Henry Clinton Fall).